# Glinice (Kozia Góra)
Glinice – część wsi Kozia Góra w Polsce, położona w województwie łódzkim, w powiecie kutnowskim, w gminie Strzelce.
W latach 1975–1998 Glinice należały administracyjnie do województwa płockiego.